# 新场镇 (凤凰县)
新场乡，是中华人民共和国湖南省湘西土家族苗族自治州凤凰县下辖的一个乡镇级行政单位。

## 行政区划
新场乡下辖以下地区：
枫木林村、先锋村、新场村、白泥村、合水村、古冲村、三口村、牯牛村、火马村和报木林村。